# Singa (association)
Pour les articles homonymes, voir Singa.
Singa est une association française ayant pour objet l'intégration des personnes réfugiées et migrantes. Elle est présente dans 10 pays et 20 villes.
« Singa » veut dire « lien » en lingala, langue bantoue parlée au Congo.

## Histoire
L'association a été cofondée par Nathanaël Molle et Guillaume Capelle en 2012,, rejoint plus tard dans sa direction par Alice Barbe,.
Depuis sa création en 2012, l'association s'est déployée un peu partout dans le monde. Elle a connu un fort essor en 2017 présente à Berlin, Stuttgart, Londres, Montréal, Milan, Zurich, Genève, San Francisco, Luxembourg et Bruxelles[source insuffisante]. Singa possède aussi plusieurs antennes et communautés actives en France notamment à Lille, Montpellier, Valence, Grenoble, Paris, Lyon, Toulouse Saint-Étienne et Nantes[réf. nécessaire].
Sur ce thème, en février 2015, Singa a co-organisé un hackathon sur le thème de l'asile sous le nom « #Réfugiés Connectés », le premier sur ce thème en France. Ce hackathon était soutenu par le Haut Commissariat des Nations unies pour les réfugiés (UNHCR), la Fondation Free et la Fondation Maison des sciences de l'homme (FMSH).
En 2021, Benoît Hamon, ex-candidat du Parti socialiste à l'élection présidentielle française de 2017, rejoint l'organisation comme directeur général,.

## Activité
L'association a pour vocation « d'accompagner l'inclusion des nouveaux arrivants en apportant des solutions innovantes et en favorisant les échanges et la coopération avec la société d’accueil »[source insuffisante]. Le mouvement souhaite repenser le débat public autour de l'asile et des personnes réfugiées en valorisant les individus, en associant les citoyens et en abordant la thématique sous de nouveaux angles. Elle renforce le « vivre ensemble » en promouvant l’enrichissement culturel et en stimulant le développement de nouvelles activités sur le territoire. Ces activités permettent de lutter contre l'exclusion, la pauvreté, le racisme ou la xénophobie, et de générer un répertoire public plus responsable et éclairé au sujet de l'asile et de l'immigration.[réf. nécessaire]
Elle se veut une communauté, celle-ci incluant les réfugiés statutaires, dans laquelle « on se rencontre, on réfléchit, on échange, on crée de l'innovation sociale, de la richesse culturelle et des emplois ».
Singa organise des événements socio-culturels et a divers partenaires comme des structures culturelles et à Paris des associations étudiantes: ISIT, l'Institut libre d'étude des relations internationales (ILERI), l'université Paris-Dauphine ou encore à l'École normale supérieure Paris-Saclay (ENS Paris-Saclay). Sur un autre plan, l'association assure de la veille, de la mesure d'impact et de la « recherche-action ».
La structure accompagne aussi des porteurs de projet à travers son programme d'incubation FINKELA. Ces projets ont pour objectif commun de favoriser le vivre-ensemble et de déployer le potentiel de l'économie de l'asile.[réf. nécessaire]
Singa est également à l'origine du projet CALM (pour « Comme à la maison »), un réseau d'accueil de personnes réfugiées chez des particuliers surnommé par la presse d'« Airbnb des réfugiés »,. Le but de ce programme est de contribuer à l'intégration de ces personnes dans une logique d'apprentissage du français et des codes socio-culturels. Il s'agit d'une période tremplin pour ces personnes. Cette plateforme internet a fait l'objet d'une médiatisation et mobilisation importante à la suite de la relance de la question de l'accueil des migrants syriens provoquée par la photographie d'Alan Kurdi sur une plage turque. CALM, développé grâce au financement participatif,, compte en effet plus de 7 000 propositions d'hébergement en France deux mois après son lancement, et plus de 12 000 en 2019. En 2019, alors que 600 personnes réfugiées ont déjà été accueillies chez des particuliers, Singa lance une campagne de communication nommée « J'accueille » afin de mobiliser de nouvelles propositions d'accueil.

## Structure et organisation

Ancien logotype de Singa.

Le conseil d'administration de l'association compte plusieurs personnalités comme l'écrivaine et journaliste Leïla Slimani, Hamze Ghalebi, ancien président de Singa et entrepreneur, Olivier Lebel (ex Directeur Général de La Croix Rouge), Thanh Nguiem et son président depuis 2020 est Roohollah Shahsavar, fondateur du média Les Lettres Persanes.
L'association a travaillé essentiellement dans des espaces de co-working comme L'Archipel près de la place de Clichy à Paris, Cursus Nova à La Courneuve et la Ruche et est désormais installée dans le 11e arrondissement au sein de l'espace de co-working qu'elle a créé en collaboration avec l'association Coexister, Kiwanda.